# جيوفري بلودغت
جيوفري بلودغت (بالإنجليزية: Geoffrey Blodgett)‏ هو مؤرخ أمريكي، ولد في 13 أكتوبر 1931، وتوفي في 15 نوفمبر 2001.